# Чистякова, Наталия Александровна
Ната́лия Алекса́ндровна Чистяко́ва (3 мая 1920, Петроград — 17 октября 2008, Санкт-Петербург) — советский и российский антиковед. Доктор филологических наук, профессор кафедры классической филологии СПбГУ.

## Биография
Окончила с отличием среднюю школу № 15 Дзержинского района Ленинграда. В 1938 году поступила в Ленинградский университет и успела до войны окончить три курса.
В 1943 году вернулась из эвакуации в Ленинград и преподавала в школе № 194, а также читала лекции по античной литературе на Высших курсах политсостава Ленинградского гарнизона.
После войны экстерном окончила оставшиеся два курса университета и стала ассистентом кафедры классической филологии.
В 1951 году под руководством профессора О. М. Фрейденберг и академика И. И. Толстого защитила диссертацию на соискание учёной степени кандидата филологических наук по теме «„Аргонавтика“ Аполлония Родосского. Идейные и художественные особенности».
Читала лекции по античной литературе в ЛГПИ им. А. И. Герцена и в Библиотечном институте им. Н. К. Крупской.
В 1974 году защитила диссертацию на соискание учёной степени доктора филологических наук по теме «Греческая эпиграмматическая поэзия VIII—III вв. до н. э. Опыт анализа происхождения и основных этапов развития».
Муж — археограф, историк книги Н. Н. Розов (1912—1993), сын — фольклорист А. Н. Розов (род. 1948).

## Основные работы

### Диссертации
- Чистякова Н. А. «Аргонавтика» Аполлония Родосского: Автореф. канд. дис. Л. 1954 20 с
- Чистякова Н. А. Греческая эпиграмматическая поэзия VIII—III вв. до н. э. Опыт анализа происхождения и основных этапов развития: Автореф. докт. дис. Л. 1974. 37 с.

### Монографии
- Чистякова Н. А. Греческая литература // История античной литературы: Учебное пособие для университетов. 1963 С. 1-182
- Чистякова Н. А. «Введение» и раздел «Греческая литература» // История античной литературы: Изд. 2-е, перераб. и доп. М. 1971. С. 3-266.
- Чистякова Н. А. «Введение» и раздел «Греческая литература» // История античной литературы / Отв. ред. И. М. Тронский. Изд. 4-е, испр. и доп. М. 1983. 464 с. (совместно с В. Н. Ярхо).
- Чистякова Н. А. Греческая эпиграмма VIII-III вв. до н.э.. — Л.: Издательство Ленинградского университета, 1983. 216 с.
- Чистякова Н. А. «Введение» и раздел «Греческая литература» // История античной литературы / отв. ред. И. М. Тронский. Изд. 5-е, испр. М. 1988. (совместно с В. Н. Ярхо).
- Чистякова Н. А. Эллинистическая поэзия: Литература, традиции и фольклор. — Л.: Издательство Ленинградского университета, 1988. — 280 с.
- Чистякова Н. А. История возникновения и развития древнегреческого эпоса: Курс лекций. СПб. 1999. 124 с.

### Переводы
- Повесть о Скандербере / Отв. ред. И. П. Ерёмин. М.; Л. 1957. 248 с. (серия «Литературные памятники»; совместно с Н. Н. Розовым).
- О возвышенном / Перевод, статьи и комментарии / Отв. ред. Ф. А. Петровский. М.; Л. 1966. 153 с.(серия «Литературные памятники»);
- Аполлоний Родосский. Аргонавтика / Перевод, статьи, комментарии; Отв. ред. М. Л. Гаспаров. М 2000. (серия «Литературные памятники»);

### Составление
- Греческая эпиграмма / Составление текста, статьи, комментарии Отв. ред. М. Л. Гаспаров. Л. 1992. 448 с. (серия «Литературные памятники»);
- Древнегреческая элегия / Составление текста, статьи, комментарии. СПб. 1996. 396 с.